# Ernst Moritz Arndt
Ernst Moritz Arndt (ur. 26 grudnia 1769  w Groß Schoritz  na Rugii, wówczas Pomorze Szwedzkie, zm. 29 stycznia 1860  w Bonn ) – niemiecki pisarz , historyk , literat i delegat do Parlamentu frankfurckiego. Szczególnie poświęcał się zmobilizowaniu obywateli przeciwko okupacji Niemiec przez wojska Napoleona Bonaparte.

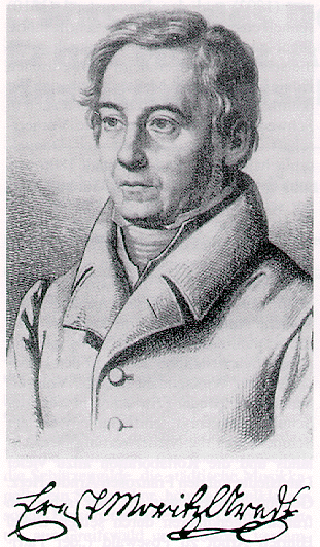
Ernst Moritz Arndt

Jest jednym z najważniejszych liryków epoki Wojny Wyzwoleńczej. Arndt jest różnie oceniany: jedni uważają go za patriotę, inni za nacjonalistę i antysemitę.

## Życiorys

### Młodość i okres studiów

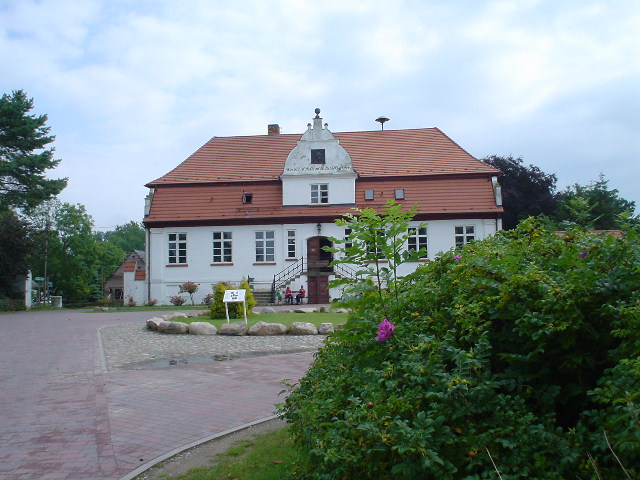
Dom rodzinny Arndta

Arndt urodził się w okresie między wojną siedmioletnią a rewolucją francuską. Ojciec jego Ludwig Nikolaus – chociaż był tylko synem pasterza w posiadłości rodziny Potbus – 28 marca 1769 za sumę 80 talarów wykupił się z pańszczyzny u hrabiego Malte Friedricha zu Putbus i w momencie gdy urodził się syn, pracował jako inspektor w dobrach hrabiego. W 1776 roku ojciec był dzierżawcą wielu gruntów na Rugii.

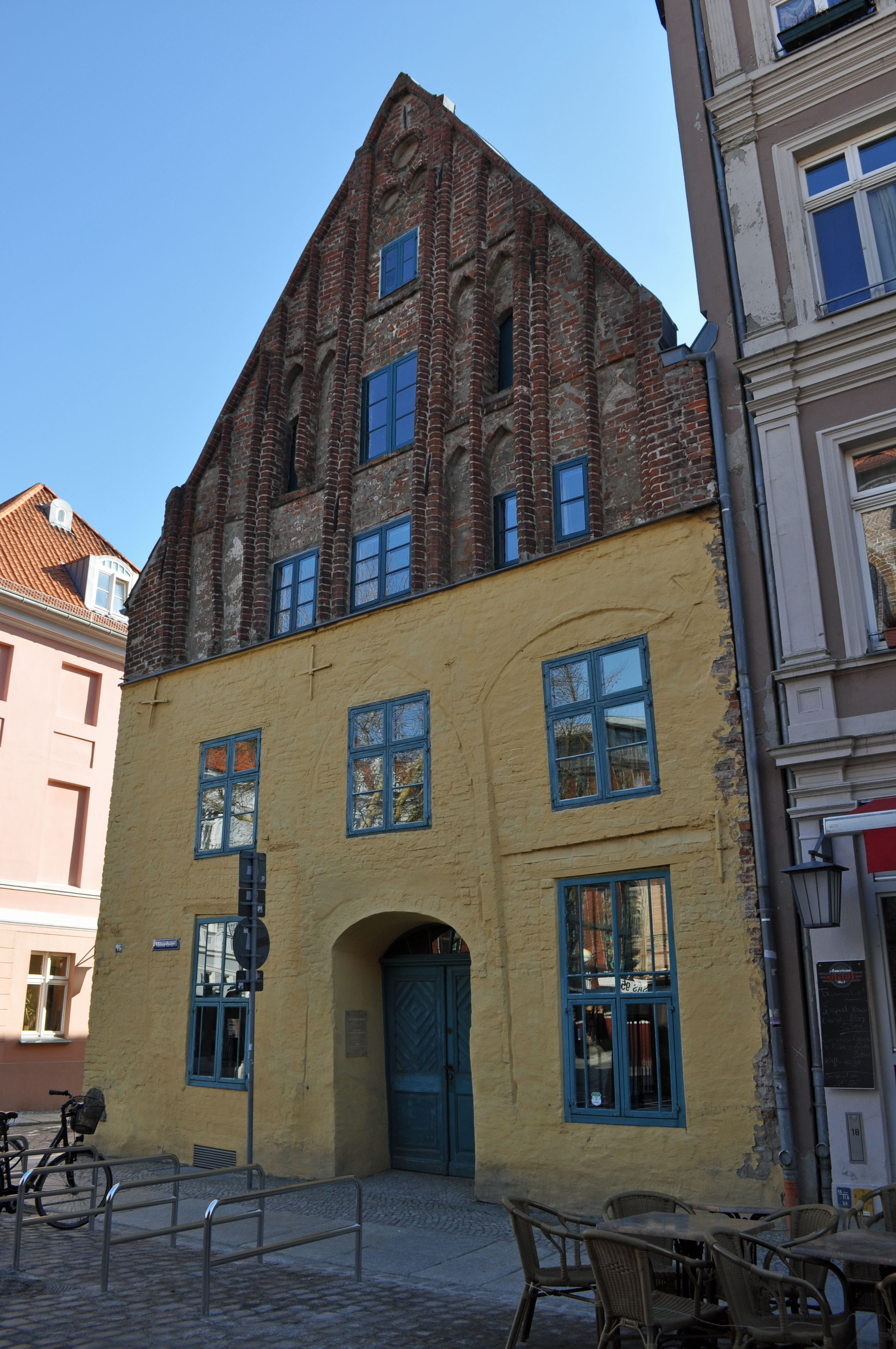
Mönchstraße 45 w Stralsundzie

Jego matka Friederike Wilhelmine z domu Schumacher (1747-1804) była córką chłopa. Jego wczesne wychowanie oparła na ludowych powiadaniach i historiach biblijnych.
W latach 1787 do 1789 Arndt uczęszczał do gimnazjum w klasztorze św. Katarzyny w Stralsundzie. Ernst Moritz Arndt mieszkał w małym pokoju w budynku mieszczącym się przy ulicy Mönchstraße 45. Obecnie budynek wykorzystywany jest przez Deutsches Meeresmuseum i mieści się w nim miejsce pamięci Hermanna Burmeistera.
Od 1788 roku uczęszczał Arndt do Prima (ósma klasa gimnazjum) u rektora Christiana Heinricha Groskurda, a jesienią 1789 roku za wyniki z egzaminów został publicznie pochwalony. Nie widział jednak dalszego sensu nauki w gimnazjum i opuścił Stralsund, udając się do Zemmin. Po interwencji ojca, który dał mu wybór pomiędzy kontynuowaniem nauki a podjęciem pracy w rodzinnym majątku w Löbnitz, Arndt wrócił do rodziców i pozostał tam do Świąt Wielkanocnych w 1791, po czym skończył gimnazjum eksternistycznie.
Od maja 1791 roku studiował na uniwersytecie w Greifswaldzie, który od 1933 roku nosi jego imię. Następnie studiował w Jenie teologię  ewangelicką, historię , geografię, etnologię i nauki przyrodnicze. Po krótkim okresie nauczania u Ludwiga Gottharda Kosegartena udał się w 1798/99 w podróż i odwiedził Austrię, północne Włochy, Francję, Belgię i część północnych Niemiec. Swoje wrażenia z tych podróży przedstawił w licznych sprawozdaniach.

### Profesura w Greifswaldzie
W 1800 roku Arndt napisał pracę habilitacyjną na uniwersytecie w Greifswaldzie z historii i filologii, w której polemizował z poglądami Jean-Jacque’a Rousseau. Ożenił się z córką profesora Johanna Quistorpa (1758–1834), która umarła w 1801 po porodzie syna Karla Moritza. 5 maja 1800 roku otrzymał stanowisko wykładowcy historii i filologii z rąk generalnego gubernatora Pomorza Szwedzkiego Hansa Henrika von Essen, któremu później poświęcił rozprawę pt. Versuch einer Geschichte der Leibeigenschaft in Pommern und Rügen (Próba historii pańszczyzny na Pomorzu i Rugii).
W 1803 roku po ukazaniu się Versuch einer Geschichte der Leibeigenschaft in Pommern und Rügen, w której z dużym oburzeniem krytykował wykup pola chłopskiego i pańszczyznę w przeszłych, jak i współczesnych mu czasach, został oskarżony przez obszarników. W swojej autobiografii napisał, że w 1806 król szwedzki zniósł pańszczyznę i sądy patrymonialne na Pomorzu Szwedzkim pod wpływem lektury jego studium. W tym samym roku napisał też Arndt pierwszą część antynapoleońskiego dzieła Geist der Zeit (Duch czasu).
W roku 1805 zaczął pracę profesora na uniwersytecie w Greifswaldzie . W tym też czasie opracował rozporządzenie dla rządu szwedzkiego o obronie krajowej (Landwehr), które 30 kwietnia 1806 roku weszło w życie. Od lata tegoż roku częściej pracował dla rządu i więcej czasu spędzał w Stralsundzie, gdzie od 1799 roku przyjaźnił się z lekarzem Christianem Ehrenfriedem Weiglem. 12 lipca 1806 roku z powodu wypowiedzi antyniemieckich oficera szwedzkiego o nazwisku Gyllensvärd doszło do pojedynku na pistolety, w którym Arndt został ranny w brzuch.

### Ucieczka i walka przeciw Napoleonowi
Z powodu swoich antyfrancuskich wypowiedzi, po przegranej bitwie pod Jeną-Auerstedt musiał uciekać przed francuskimi okupantami do Szwecji. 26 grudnia 1806 roku przybył do Sztokholmu , gdzie napisał drugą część Geist der Zeit. W Szwecji przetłumaczył szwedzki kodeks prawny, aby zawarte w nim przepisy wprowadzić na Pomorzu Szwedzkim.
Po obaleniu króla Gustawa IV Adolfa w 1809 roku, opuścił Szwecję i wrócił do Niemiec. W 1810 roku przybył do Greifswaldu, gdzie spędził kilka miesięcy, po czym zamieszkał w Berlinie u Georga Andreasa Reimera. Poznał tam m.in. Blüchera, Augusta Neidhardta von Gneisenau, Friedricha Ludwiga Jahna, Hermanna von Boyen, vom Steina. W 1812 na prośbę barona vom Steina udał się z nim do Petersburga . Do jego obowiązków, jako prywatnego sekretarza barona, należało prowadzenie korespondencji z Anglią, dotyczącej legionu rosyjsko-niemieckiego i koalicji angielsko-rosyjskiej. W tym czasie publikował większą część swoich pieśni, poematów patriotycznych i pism skierowanych przeciw Francji.
W tym samym czasie napisał Kurzer Katechismus für den Deutschen Soldaten (Krótki katechizm niemieckiego żołnierza) i Katechismus für den Deutschen Kriegs- und Wehrmann. W tym ostatnim krytykował wojny prowadzone przez tyranów:

Kto walczy dla tyrana i miecz morderczy przeciw sprawiedliwości wyciąga, tego imię jest przeklęte, a pamięć o nim nigdy nie pojawi się wśród ludzi

Często spotykało się w historii tyranów, którzy wolność i sprawiedliwość tępili...

W swoich tekstach jako przykład tyrana ukazywał Napoleona Bonaparte. W tym dziele są także między innymi barwne opisy szlachty, walczącej przeciw Napoleonowi:

Za sobą zostawia swoje armaty, ponad 100 000 zabitych, rannych, pojmanych do niewoli i rozproszonych; do tego wszystkie szpitale pełne chorych i rannych po wcześniejszych bitwach. Po jego ucieczce spod Lipska stracił z powodu walki, zmęczenia i głodu jeszcze prawie połowę pozostałej armii i przyprowadził z 400 000 mężczyzn, których w zimie popędził do Niemiec niecałe 80 000, z których jeszcze pewnie połowa straciła życie z powodu chorób. Tak też w Niemczech odbył się sąd Boży nad złymi

O wojnie, żołnierzach np. o zachowaniu żołnierzy pisze:

Wojna jest złem, a gwałt jest największym złem

Kto miecz nosi, powinien być grzeczny i spokojny jak niewinne dziecko, ponieważ ma bronić słabych, a upokarzać zuchwalców. Dlatego jest największą hańbą, gdy wojownik znęca się nad bezbronnym czy pokonanego depcze

Żołnierza, który zachowuje się jak bandyta, jest nieczuły i okrutny, słusznie można nazwać dużo gorszym bandytą od zbója ulicznego i powinien być jak inni zhańbieni skazany na szubienicę, ponieważ zhańbił on święty stan obywatelski i użył siły, która powinna ludzi chronić

Oprócz Versuch einer Geschichte der Leibeigenschaft in Pommern und Rügen, które skierowane jest przeciwko pańszczyźnie, jest to jedno z jego najważniejszych pism i uważane za bardzo rewolucyjne.

### Powrót
W 1813 roku po klęsce Napoleona w Rosji wrócił na Pomorze Szwedzkie. W wielu pismach nadal propagował narodowe ruchy zjednoczeniowe. Np. w Der Rhein, Deutschlands Strom, aber nicht Deutschlands Grenze domagał się oderwania od Francji krain niemieckojęzycznych leżących nad Renem.
W celu poparcia ewangelickiego pietyzmu opublikował Deutsche Volkskatechismus. Dalej napisał pisma skierowane przeciw francuskiej polityce, filozofii, stylowi życia jak np. Über Volkshass und über den Gebrauch einer fremden Sprache (1813), Über das Verhältnis Englands und Frankreichs zu Europa (1813) i Noch ein Wort über die Franzosen und über uns (1814). W piśmie Das preußische Volk und Heer (Pruski lud i armia) (1813) zalecał pruskim przywódcom uwolnić umysły i nakazywał ludowi przygotowanie do wojny. Z tego samego okresu pochodzą jego wojenne i ojczyźniane pieśni Lieder für Teutsche (1813) i Kriegs und Wehrlieder (1815). W 1813 roku opublikował trzecia część Geist der Zeit (Duch czasu), w której nakreślił podstawy nowej niemieckiej konstytucji.

### Profesura w Bonn, Zgromadzenie Narodowe

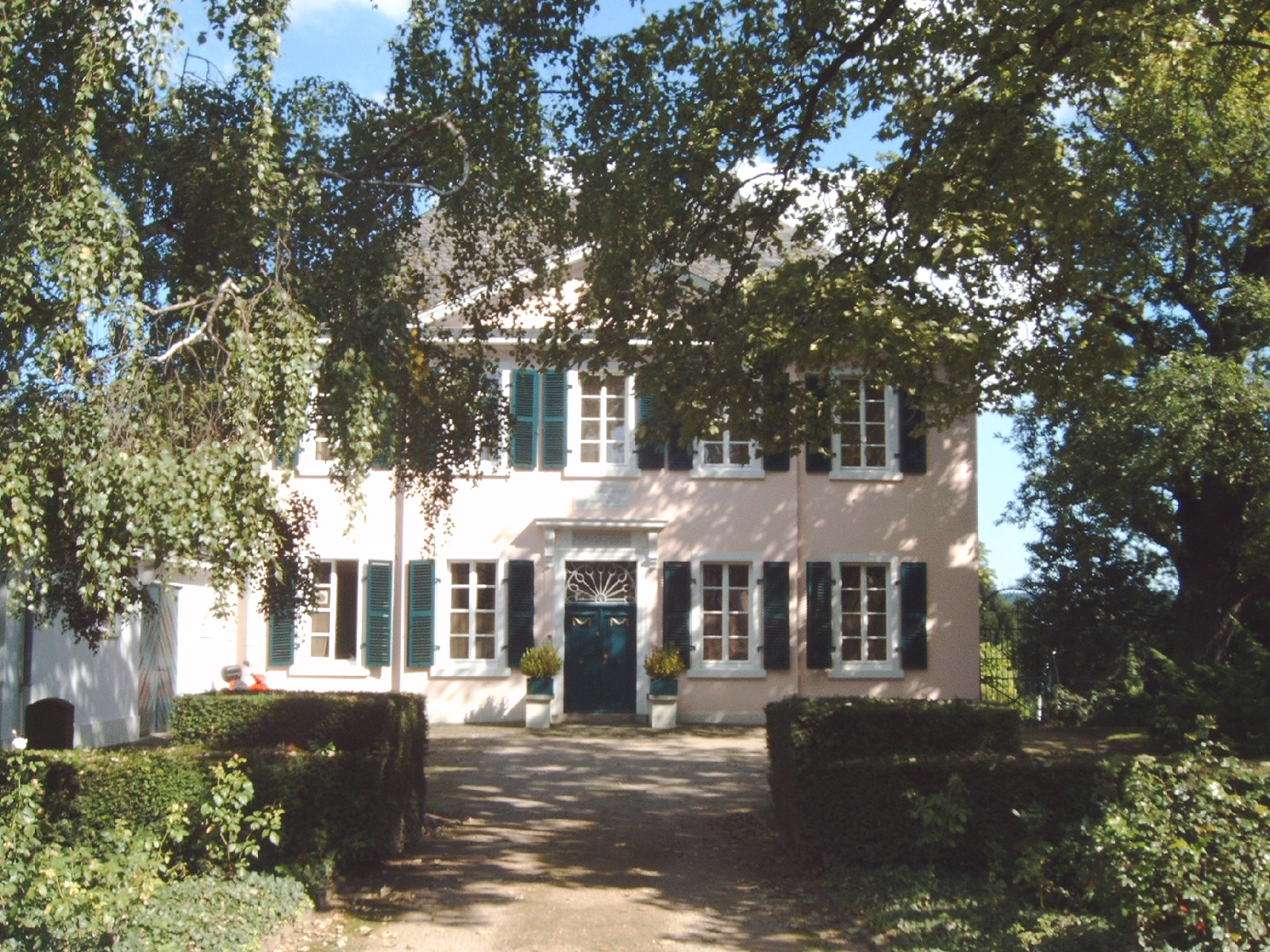
Dom Arndta w Bonn

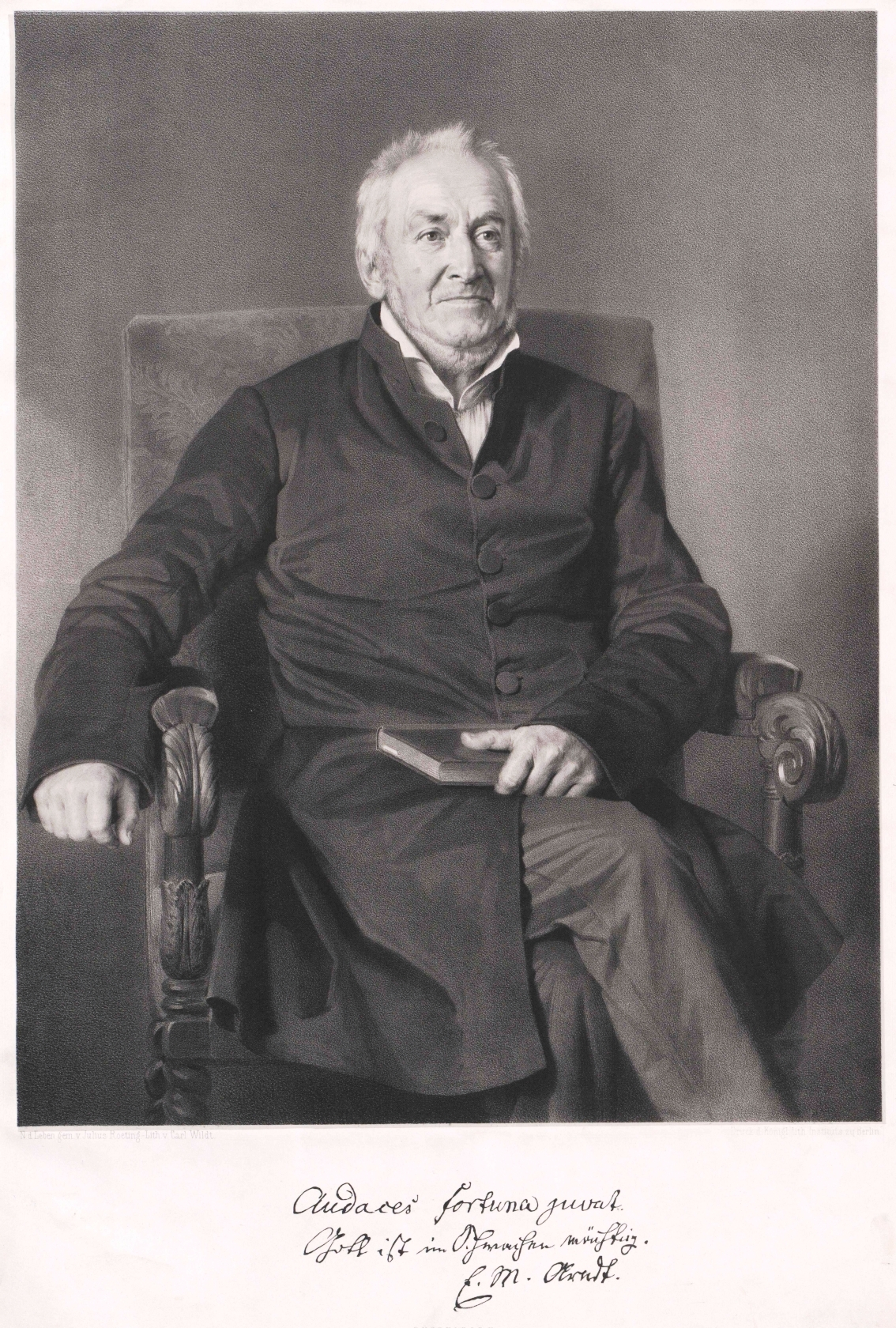
Arndt w starszym wieku

W kwietniu 1817 roku Arndt podczas pobytu w Berlinie zakochał się w Annie Marii Schleiermacher, siostrze teologa Friedricha Schleiermachera, z którą 18 września tegoż roku ożenił się. Tego samego roku ukazały się Märchen und Jugenderinnerungen (Baśnie i młodzieńcze wspomnienia) i czwarta część Geist der Zeit. Udał się do Bonn, gdzie w 1818 roku został profesorem historii w nowo powstałym uniwersytecie Rheinische Friedrich-Wilhelms-Universität w Bonn. Jego roczna pensja wyniosła 1500 talarów.
W roku 1819 Arndt opublikował wiersz Der Fels des Heils (Opoka światłości) w swoim piśmie Von dem Wort und dem Kirchenliede. Już za życia Arndta wiersz ukazał się jako pieśń w licznych śpiewnikach. Dzisiaj znajduje się w śpiewnikach ewangelickich pt. Wiem dobrze, w kogo wierzę. Melodie skomponował Heinrich Schütz w 1628 roku(małe poprawki pochodzą z 1661 roku).
Działalność akademicka Arndta nie trwała długo. W następstwie uchwały karlsbadzkiej (Karlsbader Beschlüsse) w ramach tzw. prześladowania demagogów w 1819 zostały skonfiskowane jego papiery z powodu czwartej części Geist der Zeit oraz jego prywatnych wypowiedzi. W listopadzie 1820 zawiesił nauczanie, a w lutym 1821 rozpoczęto postępowanie przeciw niemu. Zakończyło się bez wyniku: żądanie Arndta w sprawie publicznego odwołania oskarżeń nie zostało spełnione, a on także nie został uznany za winnego.
W 1826 roku musiał Arndt zrezygnować z urzędu profesora. Dopiero w 1840 został zrehabilitowany przez Fryderyka Wilhelma IV. Opis owego procesu jest tematem Notgedrungenen Bericht aus meinem Leben, aus und mit Urkunden der demagogischen und antidemagogischen Umtriebe (1847) (Wymuszone okolicznościami sprawozdanie z mojego życia, z i bez dokumentów demagogicznego i antydemagogicznego knowania).
Także w życiu prywatnym musiał walczyć z kłopotami. W 1834 roku utonął w Renie jego młodszy syn Wilibald. Syn Sigerich Arndt z powodu przykrych okoliczności, jakie spotkały ojca wstąpił do Corps Rhenania Bonn (stowarzyszenie studenckie); ojciec przekonał korporację studencką, aby odrzuciła zasadę neutralności politycznej. Od 1841 Arndt był rektorem uniwersytetu w Bonn i kierował nim do 1854 roku, czyli do swojej emerytury.
W maju 1848 został posłem okręgu Solingen do Frankfurckiego Zgromadzenia Narodowego. Był członkiem delegacji cesarskiej (Kaiserdeputation) i prezydentem starszyzny. Król pruski Fryderyk IV Wilhelm już przed zebraniem konstytucyjnym napisał Arndtowi, że nie przyjmie zaproponowanej korony od demokratycznego parlamentu. Od 20 maja 1849 roku znowu poświęcił się życiu akademickiemu i rezygnuje z działalności partyjnej.

### Jesień życia

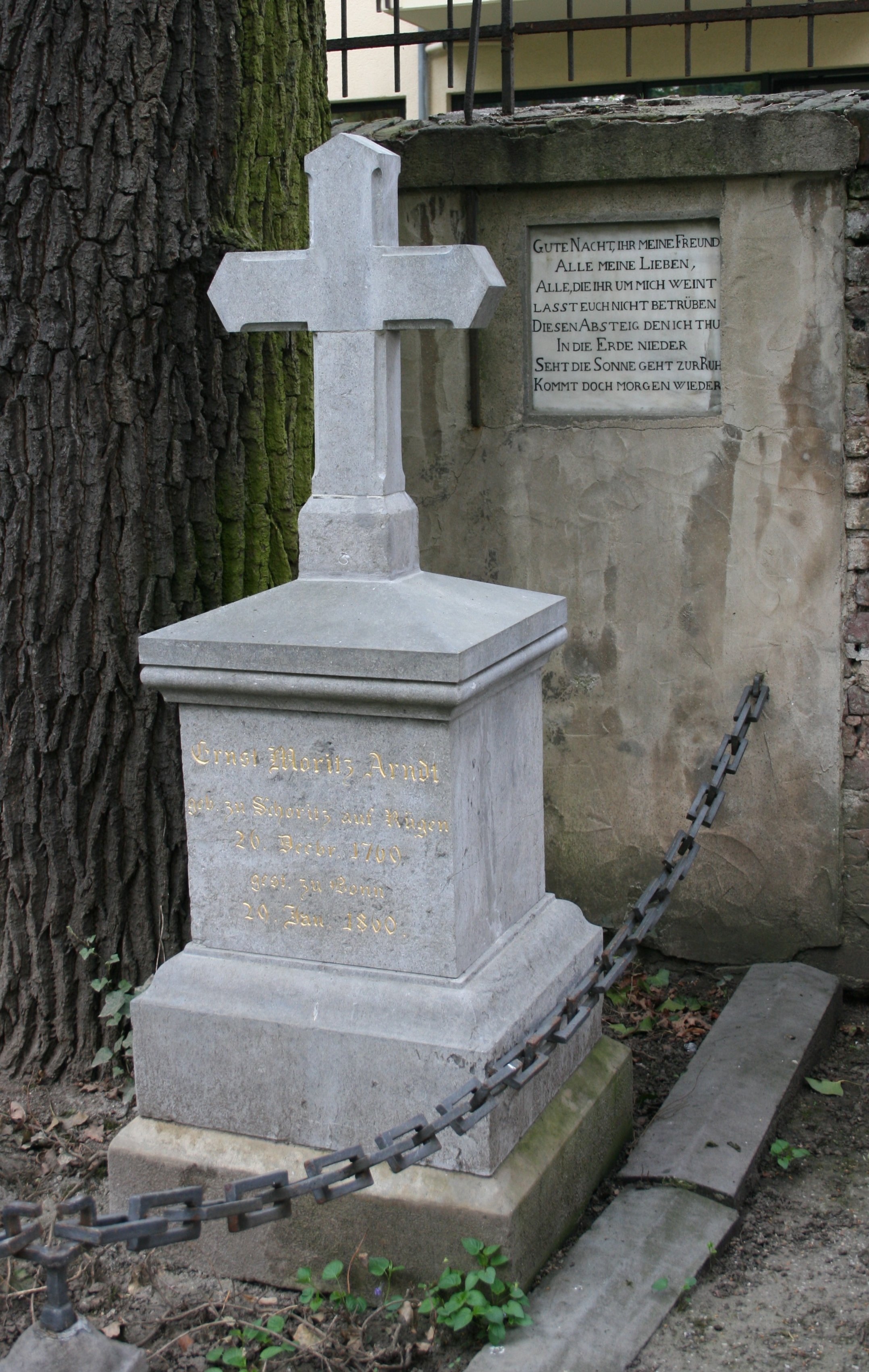
Grób na Alten Friedhof in Bonn

Arndt pozostał nadal aktywny jako patriotyczny literat. Napisał Blätter der Erinnerung, meistens um und aus der Paulskirche in Frankfurt (1849), Mahnruf an alle deutschen Gauen in betreff der schleswig holsteinischen Sache (1854), Pro populo germanico (1854), Blütenlese aus Altem und Neuem (1857), Meine Wanderungen und Wandelungen mit dem Reichsfreiherrn H. K. Fr. vom Stein (1858). Z powodu rzekomej obrazy generała Carla Philippa von Wredego i bawarskiego wojska w ostatnim piśmie został pozwany przed sąd przysięgłych w Zweibrücken i zaocznie skazany na karę pozbawienia wolności.
W 1858 roku Herman i Moritz Schauenberg zadedykowali Arndtowi pierwsze wydanie Allgemeines Deutsches Kommersbuch. Ta dedykacja i kopia jego odpowiedzi są do dzisiaj dołączane do każdego nowego wydania Kommersbuch. Jego 90. urodziny obchodzone były publicznie. Zmarł 29 stycznia 1860 roku. Grób jego znajduje się na Alter Friedhof w Bonn.

## Stosunek do Francuzów i Żydów
Pogląd Arndta o czystości narodu niemieckiego, która musi być zachowana:

Niemcy nie są z obcymi narodami pomieszani, nie stali się mieszańcami, pozostali w swej czystości bardziej niż inne narody i dzięki czystości rasy i charakteru ustawicznie mogli się rozwijać: […]każdy naród stanie się tylko przez to lepszy i szlachetniejszy, a najlepsze i najszlachetniejsze może wydobyć, gdy zawsze z najsilniejszych i najpiękniejszych korzeni wybiera i razem zaświadcza.

Po pierwsze każde zbyt częste mieszanie narodów z innymi narodami jest zgubne, pojawiają się sprzeczne popędy i skłonności, które niszczą osobowość i siła charakteru narodu.

W czasie okupacji niemieckich miast przez Francuzów rozważania te prowadzą Arndta do bardzo ostrej propagandy antyfrancuskiej, w której wzywa społeczeństwo niemieckie do nienawiści przeciw narodowi francuskiemu:

Jeśli mówię, nienawidzę francuską lekkomyślność, lekceważę francuski wdzięk, nie lubię francuskiej gadatliwości i frywolności, zarzucam im ułomność, ale ułomność, którą wraz ze mną cały mój naród uznaje. Również mogę powiedzieć: Nienawidzę angielską zarozumiałość, angielską pruderyjność, angielską niedostępność. Te znienawidzone, lekceważone, krytykowane właściwości nie są same w sobie przywarami, zależą od narodów, które je noszą być może z wielką cnotą, której mi i mojemu narodowi brakuje. Dlatego też bardzo nienawidźmy Francuzów, niszczycieli naszej mocy i niewinności, którzy osłabili i wyczerpali nasze zalety i siły.

Przestrzega również przed kontaktami z Żydami: Wprawdzie po przestąpieniu na chrześcijaństwo ledwo rozpoznać można drugie pokolenie „potomstwa Abrahama”, ale ostrzega przed „tysiącami imigrantów uciekającymi spod rosyjskiej tyranii, których bardzo dużo jest w Polsce”.
Ostrzega przed żydowsko-intelektualnym spiskiem, twierdząc, że Żydzi przywłaszczyli „więcej niż połowę literatury” i rozpowszechniają „swój bezczelny i dziki wrzask, przez co […] święty i ludzki porządek państwa jako kłamstwo i niedorzeczność chcą zburzyć.”
Jego nienawiść do Francuzów i Żydów łączy się, gdy nazywa Francuzów narodem żydowskim (Judenvolk) lub „wyrafinowani źli Żydzi”. W 1815 roku pisał o Francuzach: „Żydzi… ponownie ich tak nazwę, nie tylko z powodu ich żydowskiej chytrości i skąpstwa, ale jeszcze bardziej z powodu ich żydowskiej solidarności.”

## Stosunek do Polaków i Słowian
Od 24 – 27 lipca 1848 roku w parlamencie frankfurckim we Frankfurter Paulskirche prowadzono debatę w sprawie Polski. Debata wywołana została za sprawą Polaków, którzy zabiegali o przywrócenie państwa polskiego. Większość delegatów popierała Wilhelma Jordana, który solidaryzowanie się niemieckich liberałów z Polakami zbywał słowami: „polskie upojenie”, „kosmopolityczny idealizm”, „poetycki sentymentalizm”. Jednym z jego popleczników był również Ernst Moritz Arndt, który w 1848 roku w eseju Gerechtigkeit für Polen: Sendschreiben an E. M. Arndt, als Entgegnung auf ein fliegendes Blatt „Polenlärm und Polenbegeisterung” mając na myśli Polskę pisał:

Można śmiało powtórzyć za Schillerem: Historia świata jest sądem ostatecznym narodów.

Stosunek Arndta do języka polskiego:

Zostaliście przyłączeni do mojej monarchii, nie musieliście zrzec się waszej narodowości... wasz język powinien być używany obok niemieckiego we wszystkich publicznych rozprawach...

Poglądy na historyczne stosunki między Polską a Niemcami:

Polska i inni Słowianie ani w przeszłości ani w teraźniejszości nie reprezentowali kiedykolwiek ducha świata – ponieważ „liczne i mnogie plemiona Słowian i Wenedów nigdzie trwale nie wspierały i mogły wspierać, ani państwo, ani naukę i…

W innym miejscu pisze:

Twierdzę właśnie, że: Polacy i w ogóle cały słowiański ród jest mniej wart niż Niemcy[…], nie dlatego, że Niemcy uważają się za lepszych, że mają prawo do panowania nad Słowianami […], lecz dlatego, że są „niedouczeni, błazny i szelmy” […]. Polaków wielkie wcześniejsze i późniejsze krzywdy leżą w ich nieładzie, zapominaniu o ojczyźnie, także zdradzie ojczyzny, przez co w ich teraźniejszy stan popadli. Bałagan, jakieś wielkie słowa. Nieporządek i bezpańskość…

W Niemczech w tym czasie szczególnie wysoko ceniono „porządek, pilność i oszczędność”, które przeciwstawiano pojęciu „polska gospodarka” związanemu ze stereotypem Polaka. Pojęcie to było kojarzone z lenistwem, anarchią, zacofaniem, korupcją i chaosem.

## Działanie i ocena

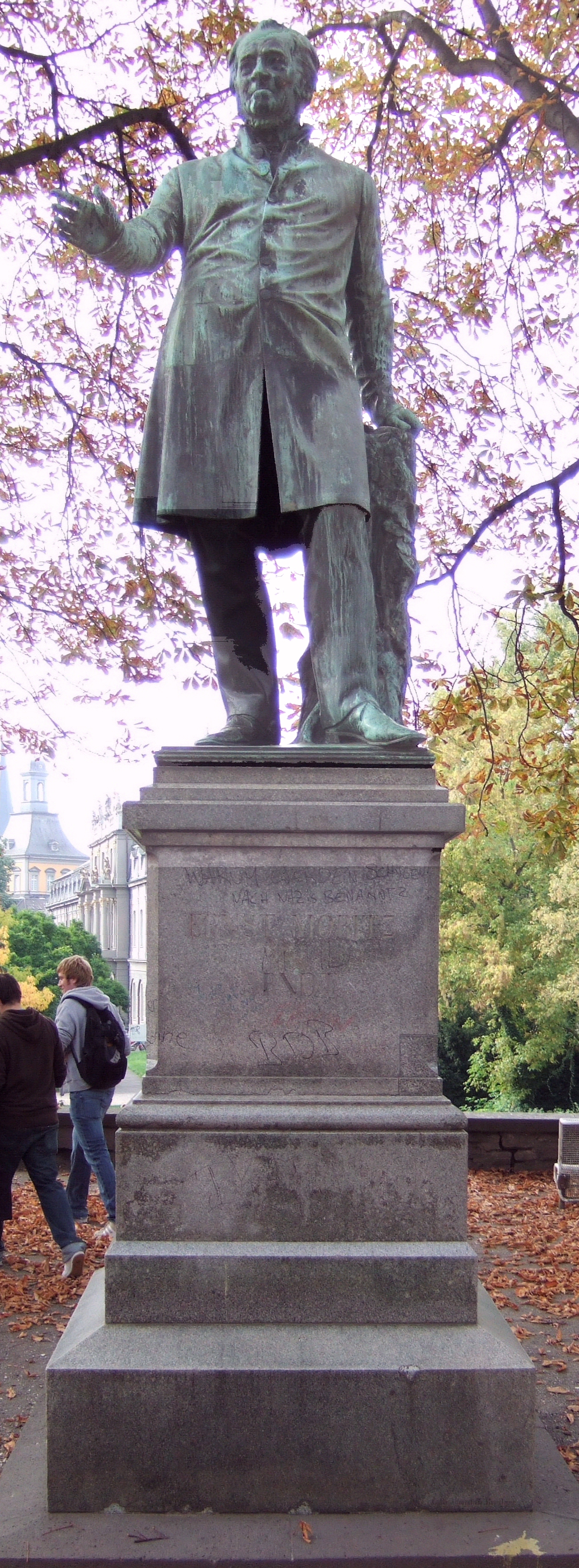
Pomnik Ernsta Moritza Arndta na terenie Alter Zoll w Bonn

### Okres życia Arndta

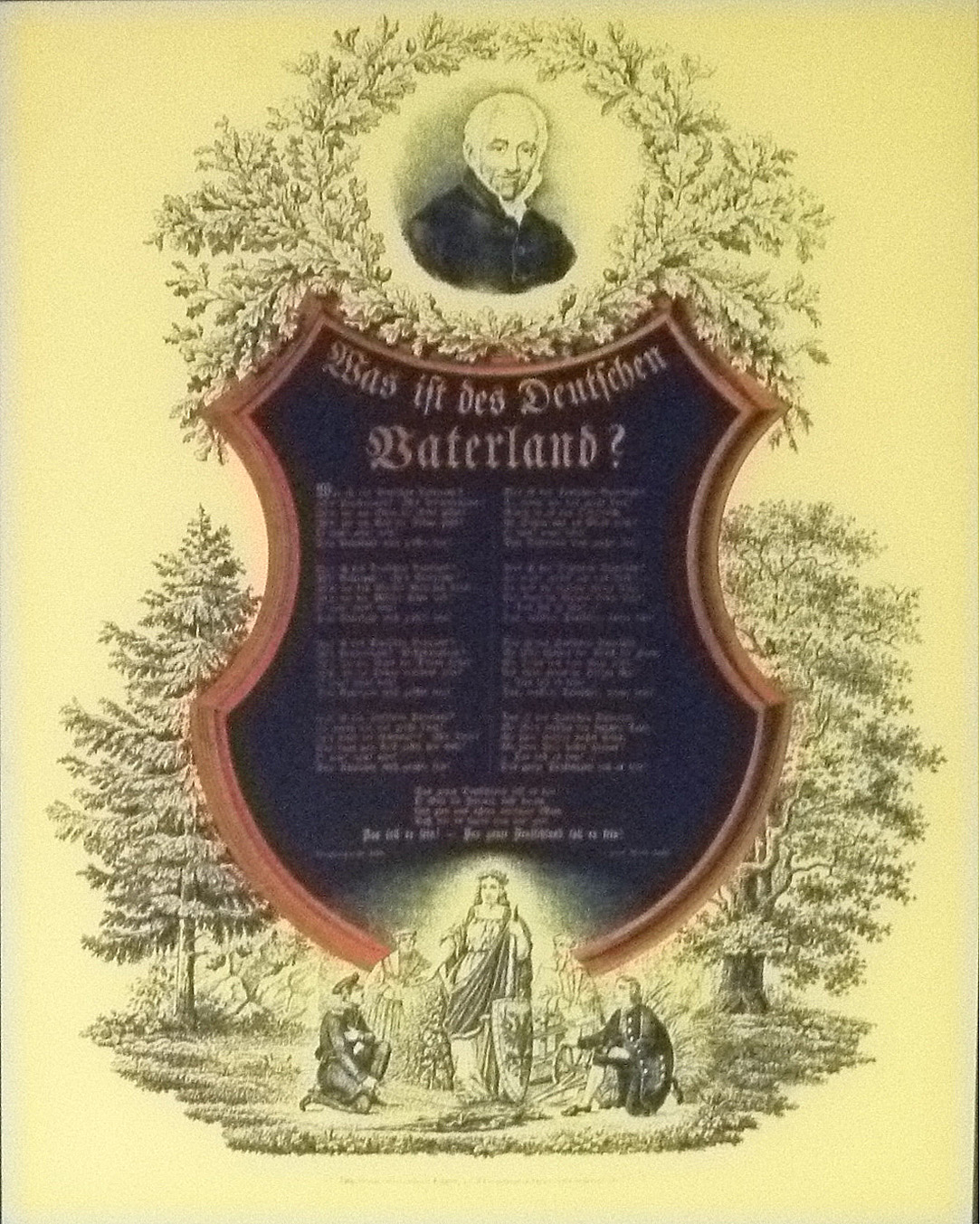
Was ist des Deutschen Vaterland

Za życia Arndt był szanowany i czczony, jego pisma doprowadziły do założenia patriotycznych organizacji między innymi w Gießen, Heidelbergu i Marburgu, które były poprzednikami korporacji studenckich. Arndt był również jednym ze współzałożycieli chrześcijańskiej organizacji Wingolf. Jego pieśń „Was ist des Deutschen Vaterland?” była przez długi czas nieoficjalnym hymnem niemieckiego ruchu zjednoczeniowego. Zbudowano na jego cześć wiele pomników, m.in. w Bonn i Stralsund.
Celem Arndta było, aby pisma jego dotarły w kręgi ludzi wykształconych i troszczył się o powszechnie zrozumiały język. Stało się jasne, że pewne jego publikacje, takie jak np. „Duch czasu”, tylko czytelnik wykształcony mógłby zrozumieć i pracował nad tym, aby część z nich była w prosto utrzymanych książkach dla ludu. Pisał więc dla ludzi wykształconych i nie wykształconych. Świadomie używał języka prostego, jasnego i bez żadnych zawiłości.
Można z pewnością zauważyć, że antyfrancuskie poglądy na trafiły na podatny grunt, a jak dalece jego narodowe zaangażowanie było skuteczne, można sobie zaledwie wyobrazić. W badaniach, przeważa opinia, że wprawdzie na obszarach wiejskich istniała „niejasna wspólna Niemcom wrażliwość”, jednakże patriotyzm wiejski i przywiązanie rozwijało się z każdorazowym władcą.

### Okres powojenny
Także NRD wykorzystało Arndta, jako bojownika przeciw feudalizmowi i wzór przyjaźni z ZSRR. Krajowa Rada Narodowa NRD ustanowiła medal Ernst-Moritz-Arndt-Medaille, który wręczano twórcom kultury. Medal otrzymali między innymi Johannes Becher i Karl-Eduard von Schnitzler.
W 1992 roku założono Towarzystwo Ernsta-Moritza-Arndta, które prowadzi badania życia i twórczości Arndta w kontekście jego czasów i oddziaływania na przyszłe epoki.

### Teraźniejszość
W 2009 roku zebrano na uniwersytecie w Greifswaldzie 1400 podpisów celem zmiany patrona uniwersytetu. Jako przyczynę podano jego antysemickie wypowiedzi. W głosowaniu w dniach od 11 do 15 stycznia 2010 roku większość opowiedziała się jednak przeciw zmianie nazwy uczelni. 49,9 procent (1398 głosów) głosowało przeciw zmianie nazwy, 42 procent (1217 głosów) było za zmianą.
17 marca 2010 roku senat uczelni rozstrzygnął spór, gdzie 22 członków z 36 głosowało za zachowaniem nazwy.
W 2017 roku senat zmienił nazwę uczelni, jednak jego decyzja nie była prawomocna.

## Twórczość
Oprócz politycznych pism Arndt opublikował zbiory bajek i opowiadań, jak również poematy religijne, z których dwa znajdują się w Śpiewniku Ewangelickim (ŚE pieśń 408 Przystąpcie, zaproszeni i pieśń, 652 Wiem dobrze, w kogo wierzę).

### Liryka, proza i dramaty
- Der Storch und seine Familie. Eine Tragödie in 3 Aufzügen, nebst einer Zugabe. Selbstverlag, Greifswald, 1804.
- Lieder für Teutsche. 1813.
- Kriegs und Wehrlieder. 1815.
- Gedichte. 1818.
- Mährchen und Jugenderinnerungen. Erster Teil. 1818.
- Mährchen und Jugenderinnerungen. Zweiter Teil. 1843.
- Geistliche Lieder. 1855.
- Gedichte. Vollständige Sammlung mit den Handschriften des Dichters aus seinem 90. Jahr. Weidmann, Berlin, 1860.
- Der freie Zugang zu nahezu allen Gedichten ist hier möglich zeno.org.

### Pisma polityczne i historyczne
- Versuch einer Geschichte der Leibeigenschaft in Pommern und Rügen – Nebst einer Einleitung in die alte teutsche Leibeigenschaft. Berlin 1803, 277 Seiten, GoogleBooks.
- Geist der Zeit. Teil 1, 1806 (2. Auflage: 1807), 466 Seiten, GoogleBooks.
- Geist der Zeit 2. 1809.
- Der Rhein, Teutschlands Strom, nicht aber Teutschlands Grenze. 1813.
- Über Volkshass und über den Gebrauch einer fremden Sprache. 1813.
- Über das Verhältnis Englands und Frankreichs zu Europa. 1813.
- Das preußische Volk und Heer 1813.
- Die Glocke der Stunde in drei Zügen. 1813.
- Geist der Zeit 3. 1814.
- Noch ein Wort über die Franzosen und über uns. 1814.
- Ansichten und Aussichten der Teutschen Geschichte. 1814.
- Geist der Zeit 4. 1818.
- Ein Wort über die Pflegung und Erhaltung der Forsten und der Bauern im Sinne einer höheren d. h. menschlichen Gesetzgebung. Königliches Taubstummen-Institut, Schleswig, 1820.
- Schwedische Geschichten unter Gustav dem dritten: Vorzüglich aber unter Gustav dem vierten Adolf. Weidmann, Leipzig 1839.
- Gerechtigkeit für Polen, Polenlärm und Polenbegeisterung
- Noch eine kleine Ausgießung in die Sündfluth. Decker, Berlin 1848.
- Geist der Zeit 5. 1854.
- Mahnruf an alle deutschen Gauen in betreff der schleswig holsteinischen Sache. 1854.
- Pro Populo germanico. 1854.
- Ein Wort von Ernst Moritz Arndt, der Feier am 1. Mai 1814 zu Rödelheim gewidmet. s.l. 1814.

### Pisma filozoficzne i teologiczne
- Fragmente über Menschenbildung I. 1805.
- Fragmente über Menschenbildung II. 1805.
- Fragmente über Menschenbildung III. 1809.
- Kurzer Katechismus für teutsche Soldaten nebst einem Anhang von Liedern. 1812.
- Katechismus für den teutschen Kriegs- u. Wehrmann. 1813.
- Vom Wort und vom Kirchenliede, nebst geistlichen Liedern. 1819.
- Versuch in vergleichenden Völkergeschichten. Weidmann, Leipzig, 1842.

### Autobiograficzne i listy
- Reisen durch einen Theil Teutschlands, Ungarns, Italiens und Frankreichs in den Jahren 1798 und 1799. Vier Teile, 1804.
- Erster Teil, 2. Auflage, Leipzig 1804, 436 Seiten, GoogleBooks.
- Zweiter Teil, 2. Auflage, Leipzig 1804, 430 Seiten, GoogleBooks.
- Reise durch Schweden im Jahre 1804. 1806.
- Briefe an Freunde. 1810.
- Erinnerungen aus Schweden. Eine Weihnachtsgabe. Realschulbuchhandlung, Berlin, 1818.
- Erinnerungen aus dem äußeren Leben. 1840.
- Notgedrungener Bericht aus meinem Leben. 1847.
- Blätter der Erinnerung, meistens um und aus der Paulskirche in Frankfurt. 1849.
- Blütenlese aus Altem und Neuem. 1857.
- Meine Wanderungen und Wandlungen mit dem Reichsfreiherrn Heinrich Carl Friedrich vom Stein. Weidmann, Berlin, 1858.
- Ungedruckte Briefe von Ernst Moritz Arndt aus den Jahren 1814-1851 an den Kaufmann und Fabrikanten Josua Hasenclever in Remscheid-Ehringhausen. [München] 1905.